# Poul Fischer
Poul Juhl Fischer (født 29. december 1948 i Vissenbjerg) er en dansk politiker, der var medlem af Folketinget for Dansk Folkeparti i Fyns Amtskreds fra 20. november 2001 til 8. februar 2005.

## Biografi fra Folketingets hjemmeside
Søn af gårdejer Carl Fischer og husmoder Petra Fischer.
Gadsbølle Skole 1956-63, Vissenbjerg Realskole 1963-65, Odense Katedralskole 1965-68. HH – Tietgenskolen 1970-71 og HA, Odense Universitet 1971-74.
Direktør i personligt ejet entreprenørselskab.
Formand for Aarup Erhvervsråd 1985-88. Medlem af bestyrelsen i Totalbanken fra 1990, formand fra 1992. Medlem af kommunalbestyrelsen i Aarup Kommune 1990-94 og fra 1998.
Partiets kandidat i Otterupkredsen fra foråret 2000.
Kilder:
- Arkiveret CV på Folketinget.dk Dato: 11. juni 2003